# 오데르겜

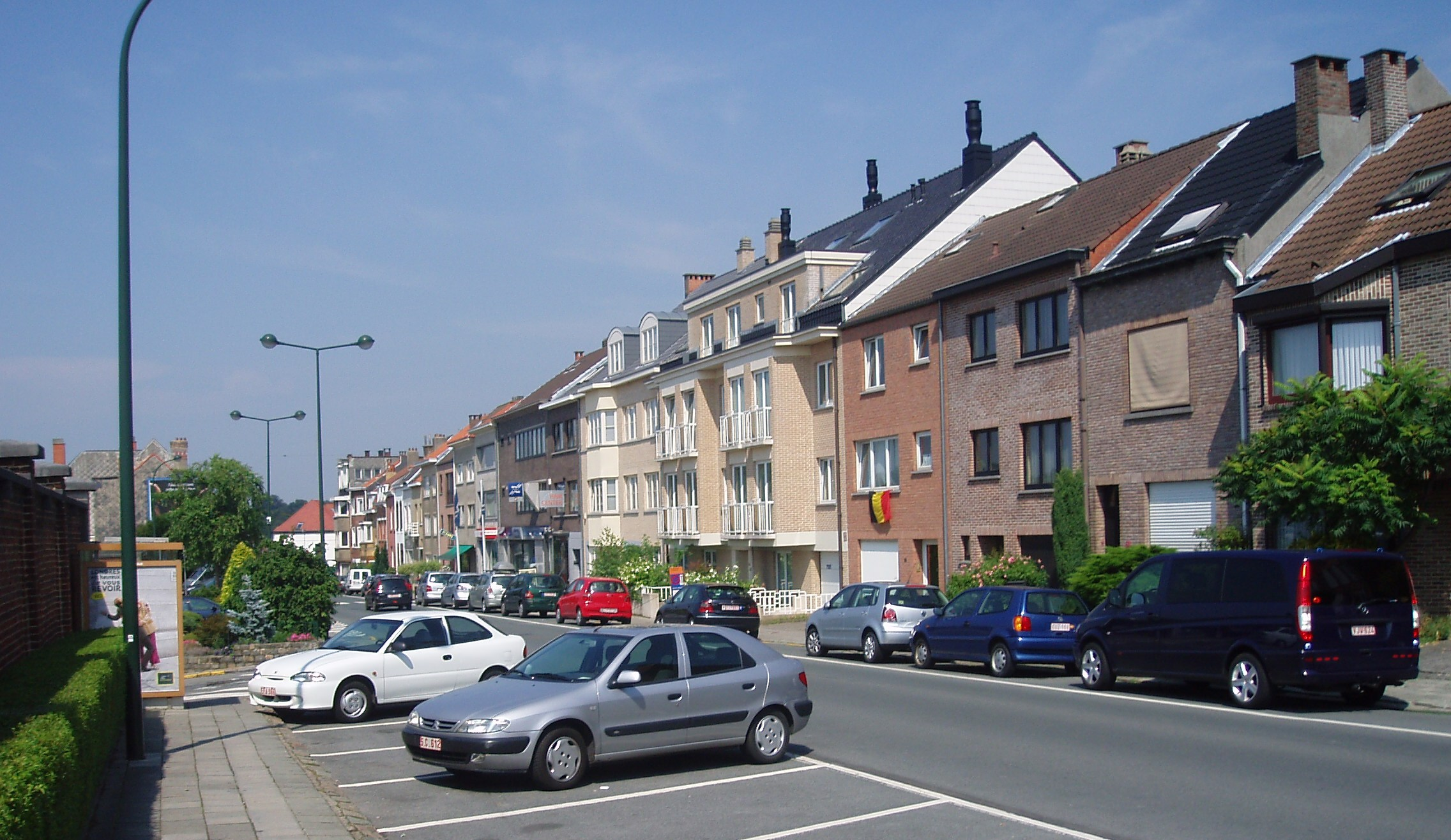
오데르겜

오데르겜(프랑스어: Auderghem, 발음: [odœʁɡɛm]) 또는 아우데르험(네덜란드어: Oudergem, 발음 [ˈʌudərɣɛm] ( 듣기))은 벨기에 브뤼셀 수도 지역을 구성하는 19개 지방 자치체 가운데 하나로 면적은 9.03km2, 인구는 31,963명(2013년 1월 1일 기준), 인구 밀도는 3,500명/km2이다.

시기
시 문장